# Штитник (район Рожнява)
Штитник (словац. Štítnik, нем. Schittnich, венг. Csetnek) — деревня в районе Рожнява Кошицкого края Словакии.
Находится в исторической области Гемер в Словацких Рудных горах. Расположено в 14 км к востоку от районного центра города Рожнява, 16 км к западу от г. Елшава.
Население Штитника на 31 декабря 2020 года — 1539 человек. Плотность — 44,56 жит. / км². Площадь — 34,54 км².

## История
Впервые упоминается в 1243 году в документе короля Венгрии Белы IV. Название деревни происходит от производителей щитов. Основана немецкие горняками. Местные жители с 13 века занимались добычей полезных ископаемых, в первую очередь — железной руды, которую они также тут же и обрабатывали, а также меди и золота, месторождение которой было обнаружено в окрестностях деревни. Исторические документы ставят Штитник в число первых мест, где начали перерабатывать железную руду и стала развиваться металлургия в Словакии, а также в бывшей Венгрии.
В начале XX века в Штитнике было создано четнекское кружево.

## Население
| Год:                | 1994 | 2004    | 2014    | 2024    |
| ------------------- | ---- | ------- | ------- | ------- |
| Количество человек: | 1485 | 1501    | 1496    | 1463    |
| Разница:            |      | +1,07 % | −0,33 % | −2,20 % |

## Достопримечательности
- Евангелическая церковь 14 века.
- Римско-католический костёл Апостола Фаддея середины 18 века
- Замок 16 века.
- Ратуша

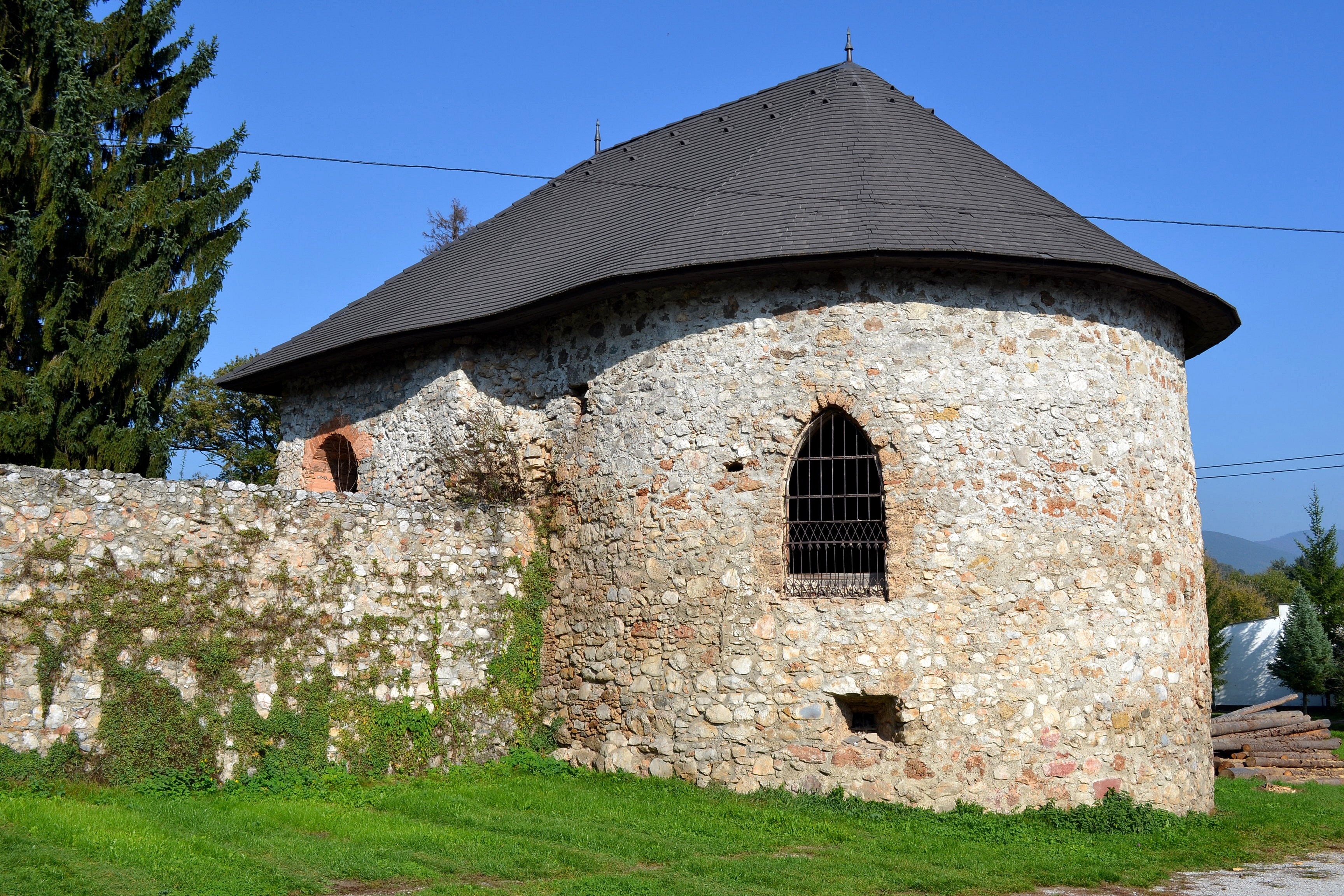
Один из бастионов замка
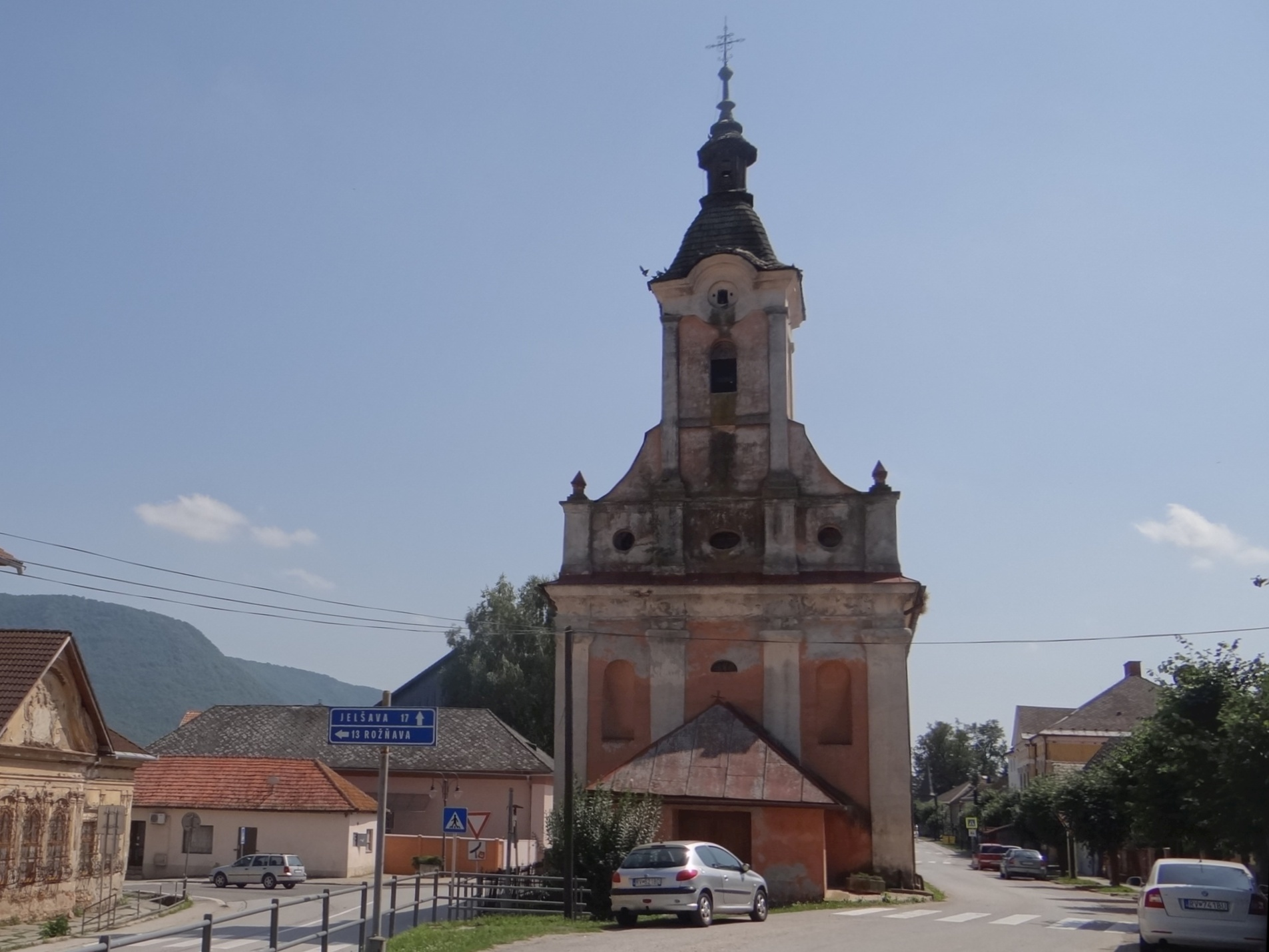
Римско-католический костёл
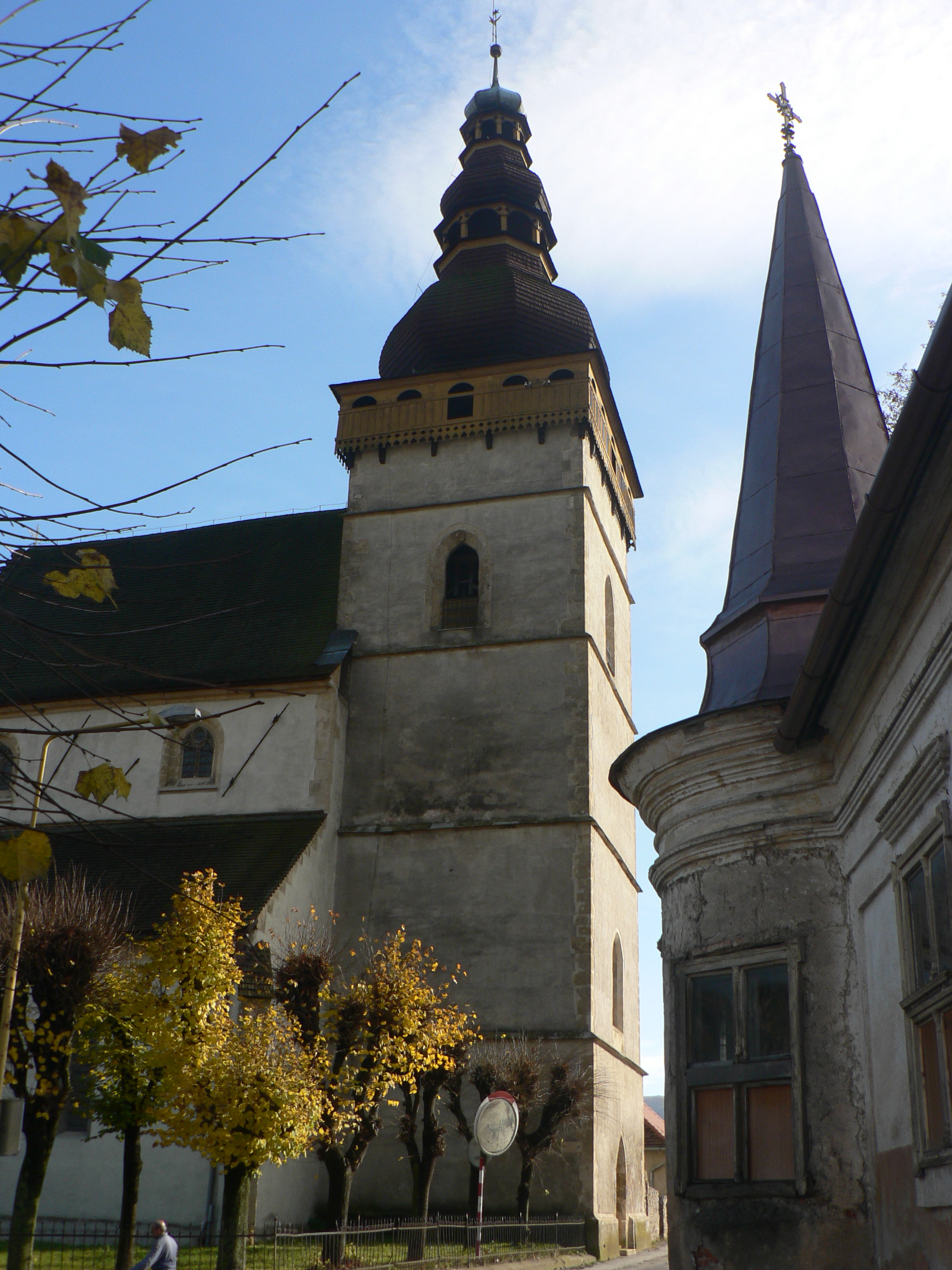
Евангелическая церковь
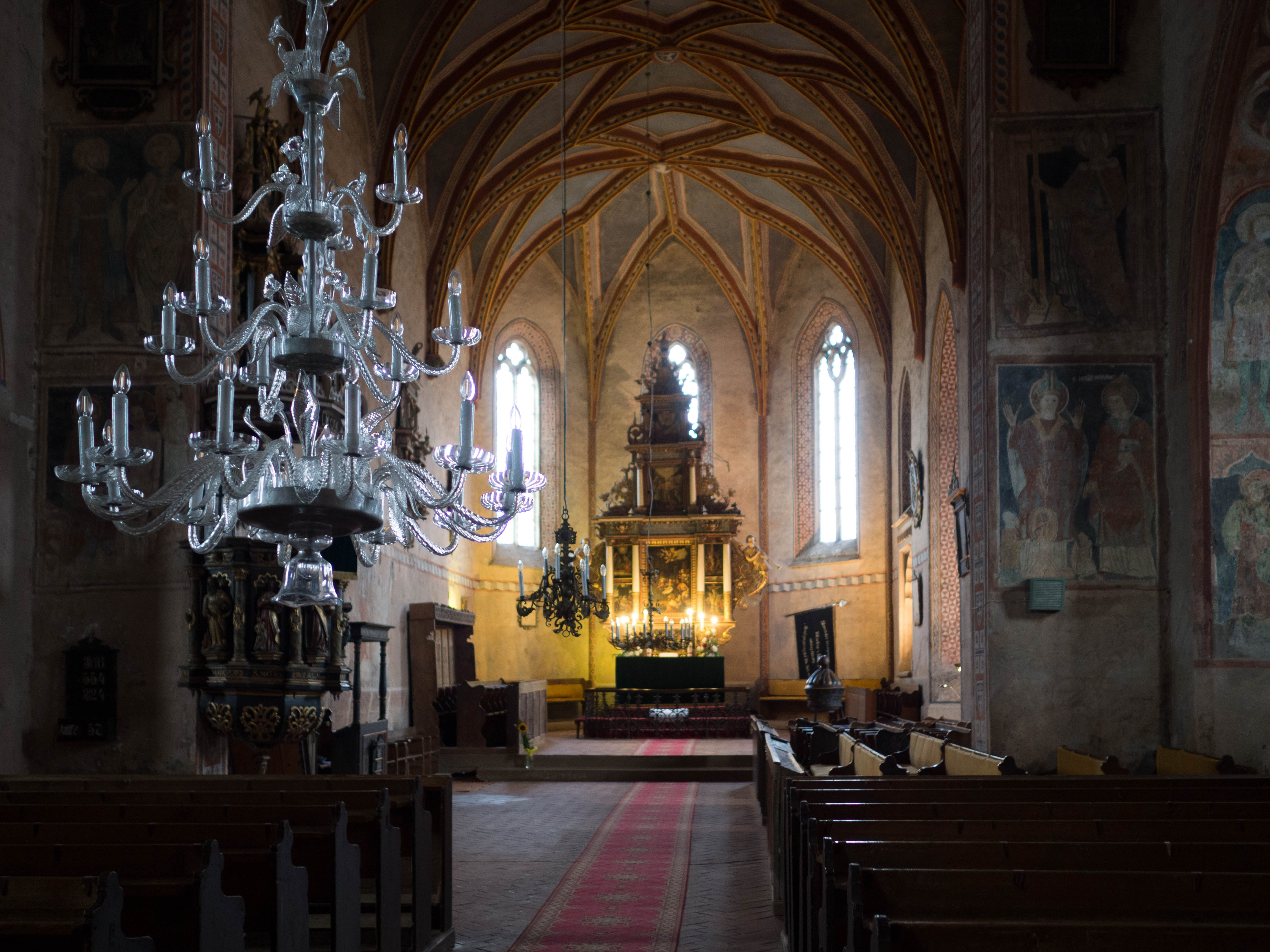
Интерьер церкви
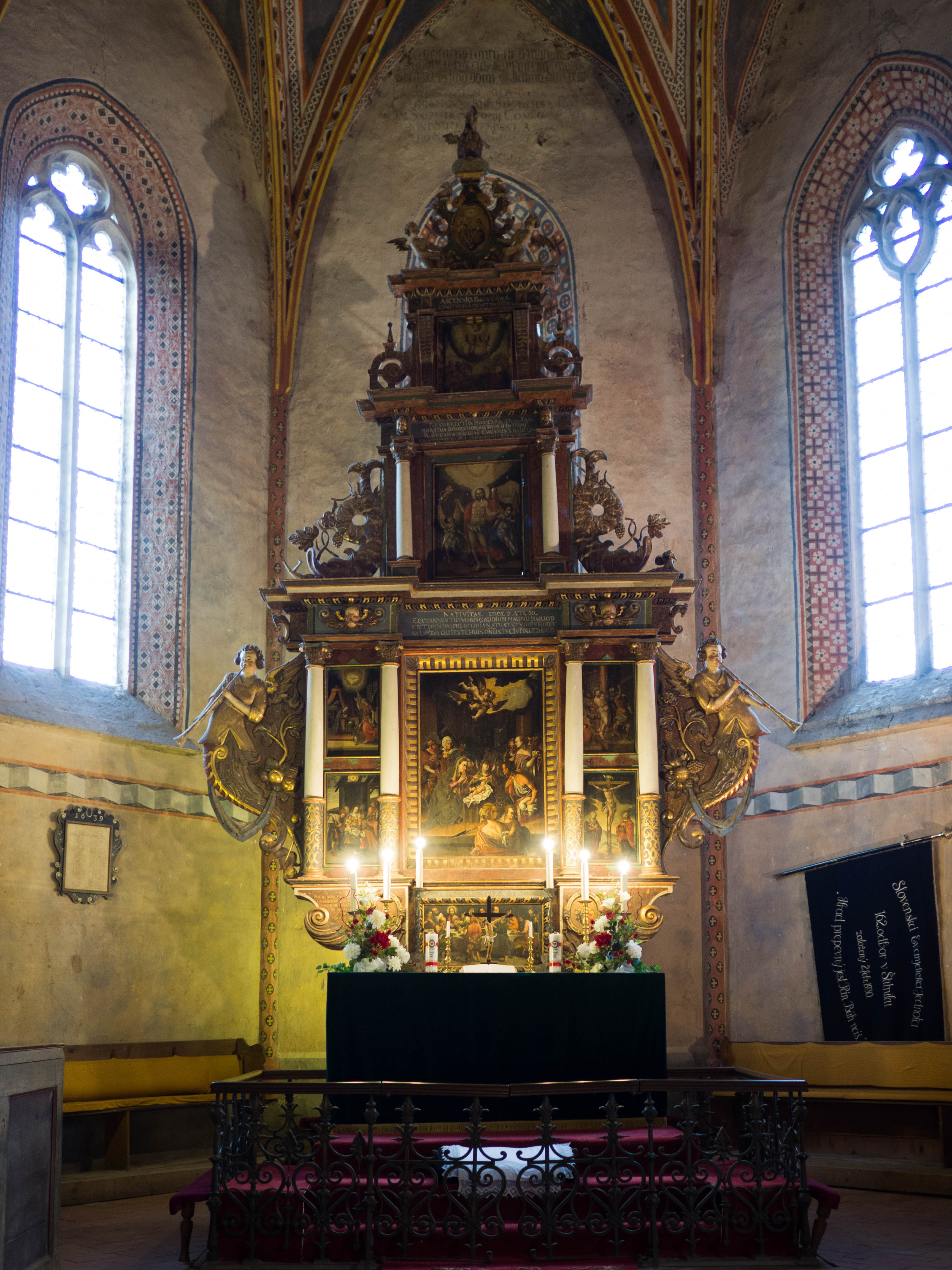
Алтарь
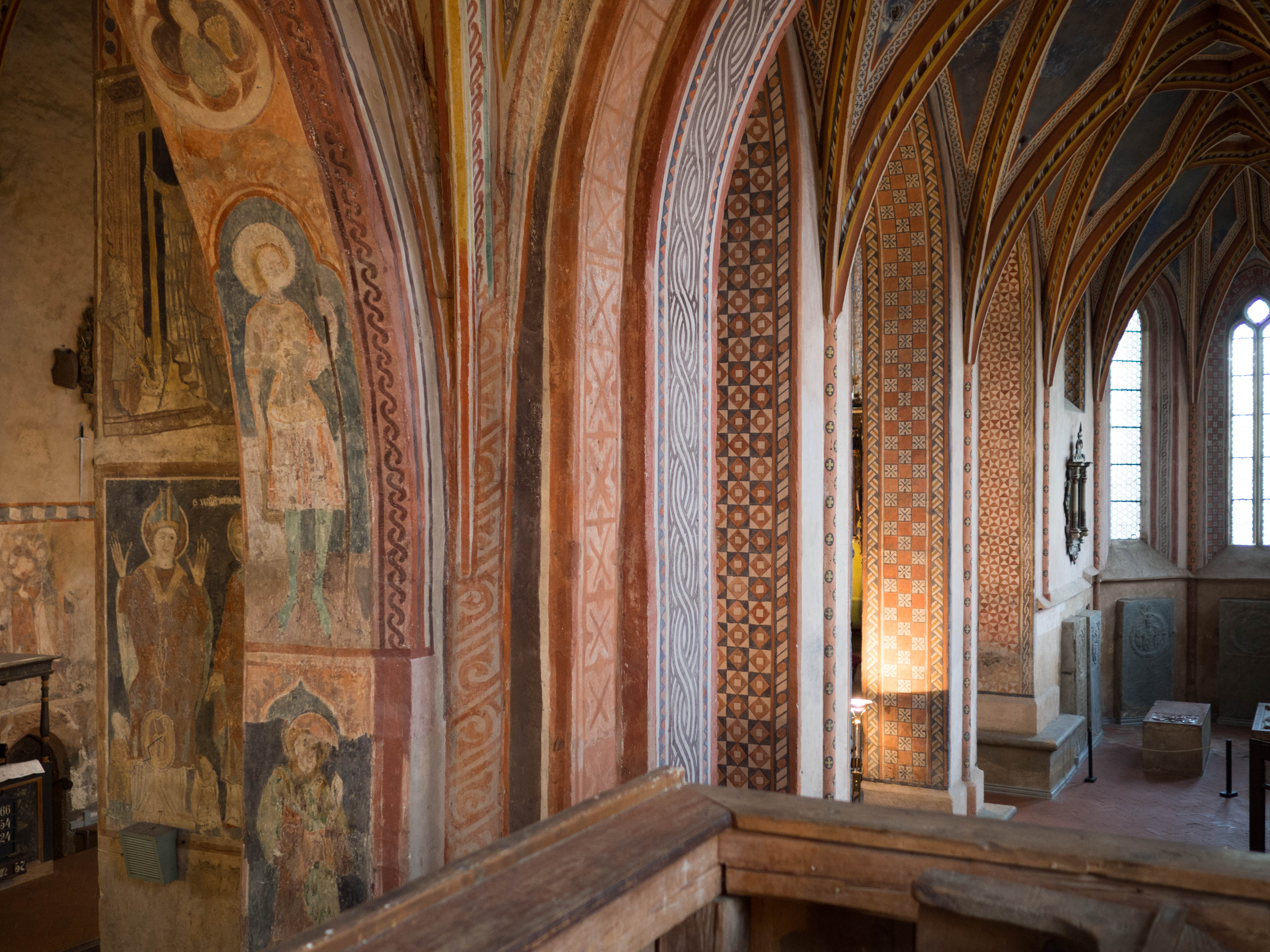
Росписи
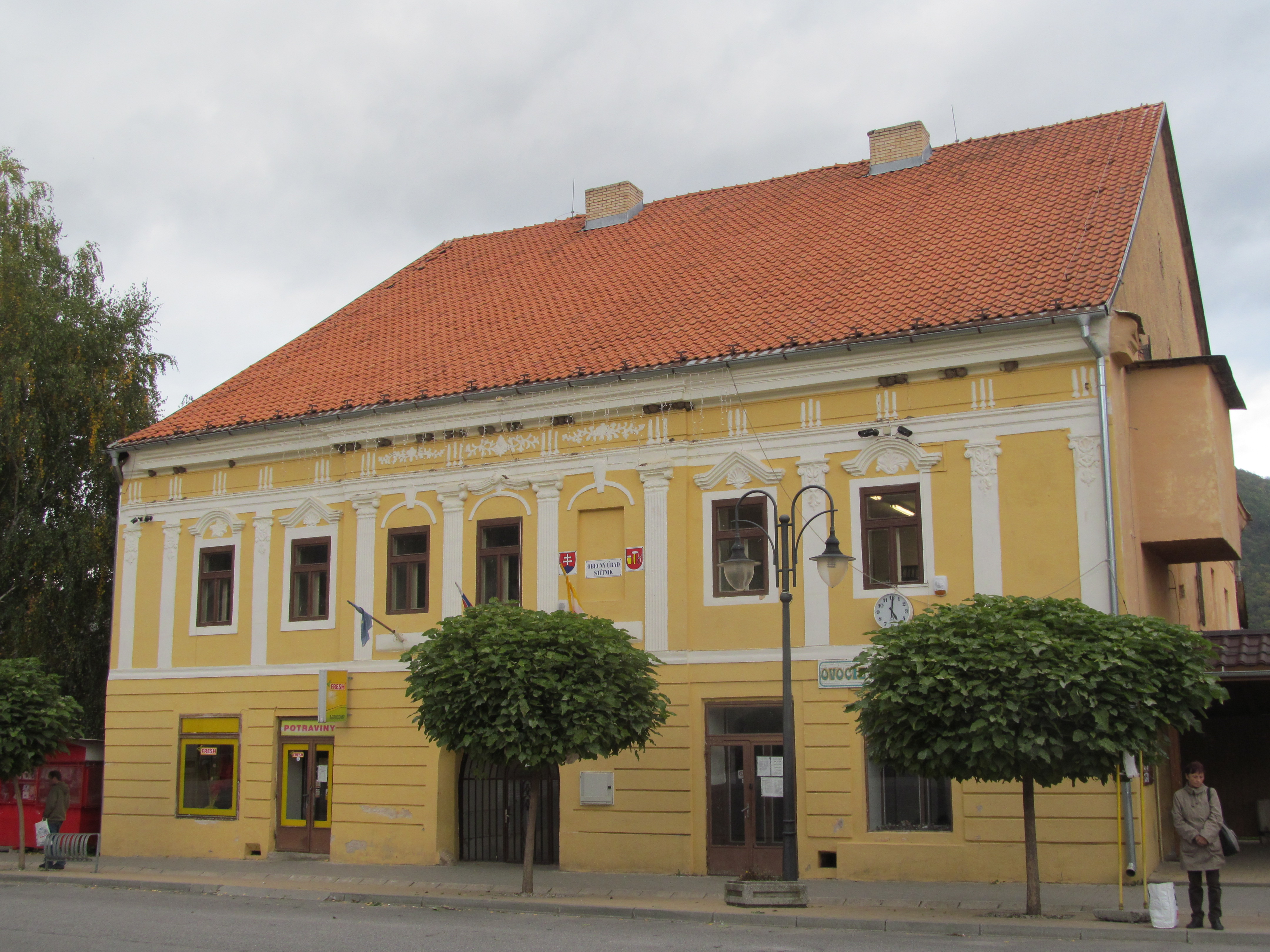
Городская управа
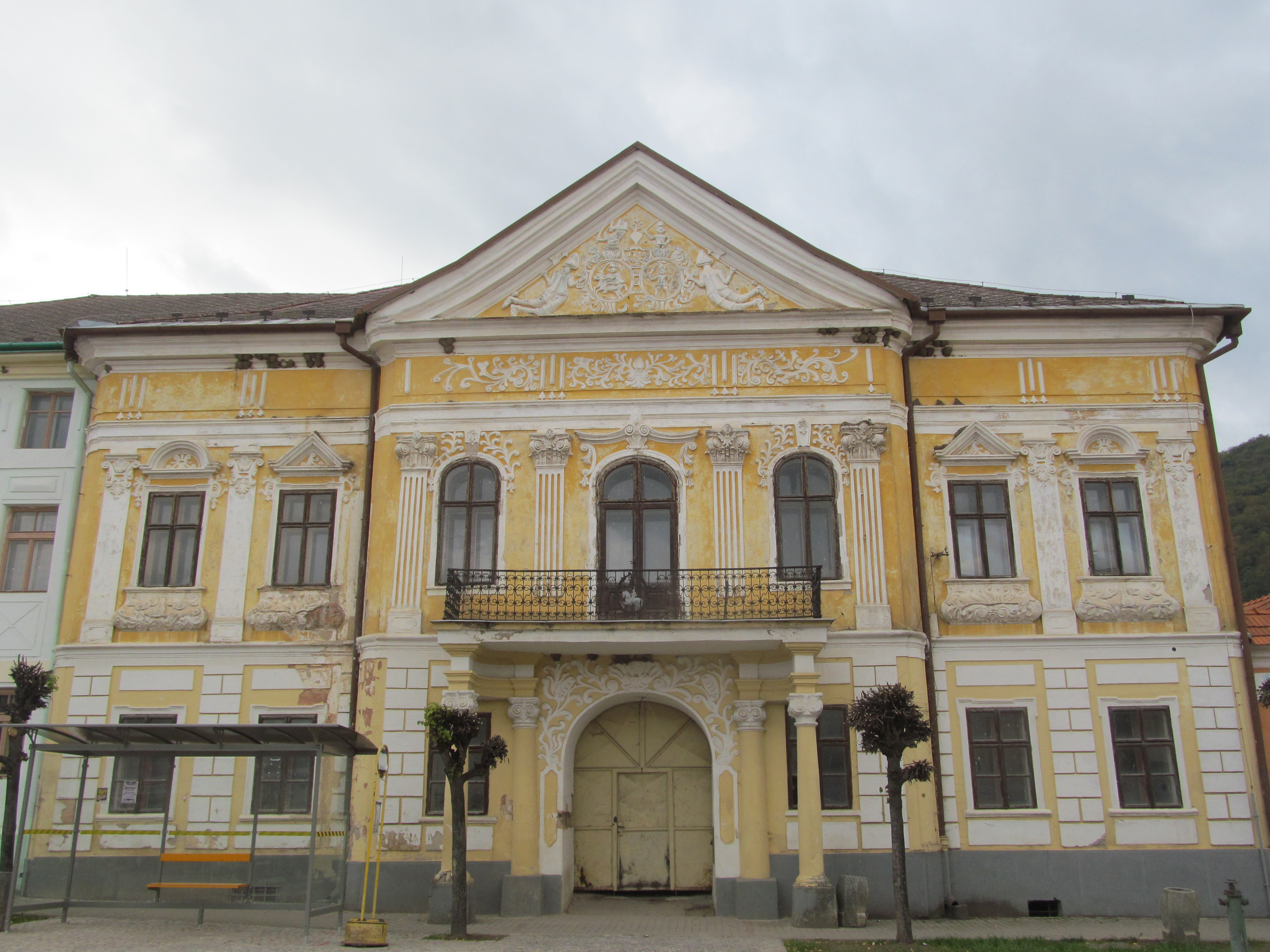
Городской дом

## Персоналии
- Мадарас, Виктор — венгерский художник-романтик.
- Сарториус, Даниил — лютеранский проповедник, словацкий поэт.
- Деньдеши, Иштван — венгерский поэт.